# Kismet (pel·lícula de 1944)
 Kismet és una pel·lícula estatunidenca dirigida per William Dieterle, estrenada el 1944.

## Argument
Hafir, lladre i màgic, somia amb un bon partit per a la seva filla Marsinah, sense saber que el noi de qui està enamorada no és el fill d'un humil jardiner, sinó el mateix Califa de Bagdad.

## Repartiment
- Ronald Colman: Hafiz
- Marlene Dietrich: Jamilla
- James Craig: Caliph
- Edward Arnold: El Gran Visir
- Hugh Herbert: Feisal
- Joy Page: Marsinah
- Florence Bates: Karsha
- Harry Davenport: Agha
- Hobart Cavanaugh: Moolah
- Robert Warwick: Alfife
- Yvonne De Carlo: Una cambrera
- Pedro de Cordoba: Meuzin

I, entre els actors que no surten als crèdits:
- Victor Kilian: Jehan
- Nestor Paiva: Capità de policia

## Nominacions
1945 
- Oscar a la millor direcció artística per Cedric Gibbons, Daniel B. Cathcart, Edwin B. Willis i Richard Pefferle
- Oscar a la millor fotografia per Charles Rosher
- Oscar a la millor banda sonora per Herbert Stothart
- Oscar a la millor edició de so per Douglas Shearer (M-G-M SSD)